# Šidžó
Šidžó (17. března 1231 – 10. února 1242) byl v pořadí 87. japonským císařem. Vládl od 26. října 1232 do 10. února 1242. Jeho vlastní jméno bylo Micuhito.
Šidžó byl prvním synem císaře Go-Horikawy. Císařem se stal v roce 1232, když mu byl pouhý jeden rok. Jeho otec odstoupil v jedenáctém roce své vlády. Protože byl císař Šidžó velmi mladý a protože odstoupivší císař Go-Horikawa zemřel pouze o dva roky později, vládu vykonávali jeho příbuzní z matčiny strany Kujó Midžie a Sajondži Kintsune.
Ten ale zemřel již v roce 1234, vládu potom vykonávali jeho příbuzní. Šidžó zemřel při nehodě v roce 1242. Poněvadž byl velmi mladý, neměl žádné manželky a tím pádem i děti.

## Kugjó
Kugjó je obecný název pro velmi malou skupinu nejmocnějších mužů spojených se dvorem japonského císaře v období předmeidžiovské dynastie. Dokonce i během let, kdy byl aktuální vliv dvora mimo zdi paláce minimální, hierarchická organizace přetrvala.
Všeobecně zahrnovala tato elitní skupina v té době pouze tři až čtyři muže. Byli to dědiční členové dvora, jejichž zkušenost a pozadí je mohlo dovést na vrchol jejich životní kariéry. Během Šidžoovy vlády tato špice Daijó-kanu zahrnovala:
- Sadaidžin
- Udajdžin
- Nadajdžin
- Dainagon

## Období Šidžóovy vlády
Jeho vláda se dělí na několik ér:
- Džóei (1232–1234)
- Tempuku (1233–1234)
- Bunrjaku (1234–1235)
- Katei (1235–1238)
- Rjakunin
- En'ó (1239–1240)
- Nindži (1240–1243)